# Fußball-Weltmeisterschaft der Frauen 2015/Finalrunde
Finalrunde der Fußball-Weltmeisterschaft der Frauen 2015:

## Übersicht
|  | Achtelfinale | Achtelfinale |             |         | Viertelfinale    | Viertelfinale |  |  | Halbfinale | Halbfinale |  |  | Finale | Finale |
|  |              |              |             |         |                  |               |  |  |            |            |  |  |        |        |
|  |              |              |             |         |                  |               |  |  |            |            |  |  |        |        |
|  | China        | 1            |             |         |                  |               |  |  |            |            |  |  |        |        |
|  | China        | 1            |             |         |                  |               |  |  |            |            |  |  |        |        |
|  | Kamerun      | 0            |             |         |                  |               |  |  |            |            |  |  |        |        |
|  | Kamerun      | 0            | China       | 0       |                  |               |  |  |            |            |  |  |        |        |
|  |              |              | China       | 0       |                  |               |  |  |            |            |  |  |        |        |
|  |              | USA          | 1           |         |                  |               |  |  |            |            |  |  |        |        |
|  | USA          | USA          | 1           | 2       |                  |               |  |  |            |            |  |  |        |        |
|  | USA          |              |             | 2       |                  |               |  |  |            |            |  |  |        |        |
|  | Kolumbien    | 0            |             |         |                  |               |  |  |            |            |  |  |        |        |
|  | Kolumbien    | 0            | USA         | 2       |                  |               |  |  |            |            |  |  |        |        |
|  |              |              | USA         | 2       |                  |               |  |  |            |            |  |  |        |        |
|  |              | Deutschland  | 0           |         |                  |               |  |  |            |            |  |  |        |        |
|  | Deutschland  | Deutschland  | 0           | 4       |                  |               |  |  |            |            |  |  |        |        |
|  | Deutschland  |              |             | 4       |                  |               |  |  |            |            |  |  |        |        |
|  | Schweden     | 1            |             |         |                  |               |  |  |            |            |  |  |        |        |
|  | Schweden     | 1            | Deutschland | 11 (5)2 |                  |               |  |  |            |            |  |  |        |        |
|  |              |              | Deutschland | 11 (5)2 |                  |               |  |  |            |            |  |  |        |        |
|  |              | Frankreich   | 1 (4)       |         |                  |               |  |  |            |            |  |  |        |        |
|  | Frankreich   | Frankreich   | 1 (4)       | 3       |                  |               |  |  |            |            |  |  |        |        |
|  | Frankreich   |              |             | 3       |                  |               |  |  |            |            |  |  |        |        |
|  | Südkorea     | 0            |             |         |                  |               |  |  |            |            |  |  |        |        |
|  | Südkorea     | 0            | USA         | 5       |                  |               |  |  |            |            |  |  |        |        |
|  |              |              | USA         | 5       |                  |               |  |  |            |            |  |  |        |        |
|  |              | Japan        | 2           |         |                  |               |  |  |            |            |  |  |        |        |
|  | Brasilien    | Japan        | 2           | 0       |                  |               |  |  |            |            |  |  |        |        |
|  | Brasilien    |              |             | 0       |                  |               |  |  |            |            |  |  |        |        |
|  | Australien   | 1            |             |         |                  |               |  |  |            |            |  |  |        |        |
|  | Australien   | 1            | Australien  | 0       |                  |               |  |  |            |            |  |  |        |        |
|  |              |              | Australien  | 0       |                  |               |  |  |            |            |  |  |        |        |
|  |              | Japan        | 1           |         |                  |               |  |  |            |            |  |  |        |        |
|  | Japan        | Japan        | 1           | 2       |                  |               |  |  |            |            |  |  |        |        |
|  | Japan        |              |             | 2       |                  |               |  |  |            |            |  |  |        |        |
|  | Niederlande  | 1            |             |         |                  |               |  |  |            |            |  |  |        |        |
|  | Niederlande  | 1            | Japan       | 2       |                  |               |  |  |            |            |  |  |        |        |
|  |              |              | Japan       | 2       |                  |               |  |  |            |            |  |  |        |        |
|  |              | England      | 1           |         |                  |               |  |  |            |            |  |  |        |        |
|  | Norwegen     | England      | 1           | 1       |                  |               |  |  |            |            |  |  |        |        |
|  | Norwegen     |              |             | 1       |                  |               |  |  |            |            |  |  |        |        |
|  | England      | 2            |             |         |                  |               |  |  |            |            |  |  |        |        |
|  | England      | 2            | England     | 2       |                  |               |  |  |            |            |  |  |        |        |
|  |              |              | England     | 2       | Spiel um Platz 3 |               |  |  |            |            |  |  |        |        |
|  |              | Kanada       | 1           |         |                  |               |  |  |            |            |  |  |        |        |
|  | Kanada       | Kanada       | 1           | 1       | Deutschland      | 0             |  |  |            |            |  |  |        |        |
|  | Kanada       |              |             | 1       | Deutschland      | 0             |  |  |            |            |  |  |        |        |
|  | Schweiz      | 0            |             | England | 1                |               |  |  |            |            |  |  |        |        |

1 Sieg nach Verlängerung
2 Sieg im Elfmeterschießen

## Achtelfinale

### Deutschland – Schweden 4:1 (2:0)
| Deutschland                                              | Deutschland | Schweden | Schweden | Aufstellung                            |
| -------------------------------------------------------- | --- | --- | -------- | -------------------------------------- |
| Deutschland                                              | \| 1. Achtelfinale \| \| 20. Juni 2015 um 16:00 Uhr in Ottawa (Lansdowne Stadium) \| \| Zuschauer: 22.486 \| \| Schiedsrichterin: Ri Hyang-ok ( Nordkorea) \| \| Spielbericht \|                                                                                   | \| 1. Achtelfinale \| \| 20. Juni 2015 um 16:00 Uhr in Ottawa (Lansdowne Stadium) \| \| Zuschauer: 22.486 \| \| Schiedsrichterin: Ri Hyang-ok ( Nordkorea) \| \| Spielbericht \|                                                                                                  | Schweden | Aufstellung Deutschland gegen Schweden |
| Deutschland                                              | Nadine Angerer – Tabea Kemme (77. Jennifer Cramer), Saskia Bartusiak, Annike Krahn, Leonie Maier – Melanie Leupolz (46. Dzsenifer Marozsán), Lena Goeßling, Alexandra Popp (89. Lena Lotzen), Anja Mittag, Simone Laudehr – Célia Šašić Cheftrainerin: Silvia Neid | Hedvig Lindahl – Jessica Samuelsson (46. Lina Nilsson), Nilla Fischer, Amanda Ilestedt, Emma Berglund (80. Jenny Hjohlman) – Therese Sjögran, Caroline Seger , Linda Sembrant, Elin Rubensson (67. Kosovare Asllani) – Lotta Schelin, Sofia Jakobsson Cheftrainerin: Pia Sundhage | Schweden | Aufstellung Deutschland gegen Schweden |
| Deutschland                                              | 1:0 Mittag (24.) 2:0 Šašić (36.) 3:0 Šašić (78.) 4:1 Maroszán (88.) | 3:1 Sembrant (82.) | Schweden | Aufstellung Deutschland gegen Schweden |
| Deutschland                                              | Bartusiak (2., im nächsten Spiel gesperrt) | Ilestedt, Schelin | Schweden | Aufstellung Deutschland gegen Schweden |
| Deutschland                                              | Spieler des Spiels: Anja Mittag (Deutschland) | | Schweden | Aufstellung Deutschland gegen Schweden |
| 1. Achtelfinale                                          | | |          |                                        |
| 20. Juni 2015 um 16:00 Uhr in Ottawa (Lansdowne Stadium) | | |          |                                        |
| Zuschauer: 22.486                                        | | |          |                                        |
| Schiedsrichterin: Ri Hyang-ok ( Nordkorea)               | | |          |                                        |
| Spielbericht                                             | | |          |                                        |

### China – Kamerun 1:0 (1:0)
| China                                                         | China | Kamerun | Kamerun | Aufstellung                     |
| ------------------------------------------------------------- | --- | --- | ------- | ------------------------------- |
| China                                                         | \| 2. Achtelfinale \| \| 20. Juni 2015 um 17:30 Uhr in Edmonton (Commonwealth Stadium) \| \| Zuschauer: 15.958 \| \| Schiedsrichterin: Bibiana Steinhaus ( Deutschland) \| \| Spielbericht \|                                  | \| 2. Achtelfinale \| \| 20. Juni 2015 um 17:30 Uhr in Edmonton (Commonwealth Stadium) \| \| Zuschauer: 15.958 \| \| Schiedsrichterin: Bibiana Steinhaus ( Deutschland) \| \| Spielbericht \|                                                                           | Kamerun | Aufstellung China gegen Kamerun |
| China                                                         | Wang Fei – Liu Shanshan, Li Dongna, Zhao Rong, Wu Haiyan – Ren Guixin, Tan Ruyin – Han Peng, Tang Jiali (40. Wang Shuang), Wang Lisi (72. Lou Jiahui) – Wang Shanshan (90.+1' Gu Yasha) Cheftrainer: Chang Weiwei (Co-Trainer) | Annette Ngo Ndom – Yvonne Leuko, Aurelle Awona, Christine Manie , Claudine Meffometou – Raïssa Feudjio, Jeannette Yango, Gaëlle Enganamouit, Francine Zouga (64. Ajara Nchout), Gabrielle Onguéné – Madeleine Ngono Mani (74. Henriette Akaba) Cheftrainer: Enow Ngachu | Kamerun | Aufstellung China gegen Kamerun |
| China                                                         | 1:0 Wang Shanshan (12.) | | Kamerun | Aufstellung China gegen Kamerun |
| China                                                         | Meffometou Tcheno (2.) | | Kamerun | Aufstellung China gegen Kamerun |
| China                                                         | Der chinesische Trainer Hao Wei musste das Spiel von der Tribüne verfolgen, da er im letzten Gruppenspiel auf die Tribüne verbannt wurde.                                                                                      | | Kamerun | Aufstellung China gegen Kamerun |
| China                                                         | Spieler des Spiels: Ren Guixin (China) | | Kamerun | Aufstellung China gegen Kamerun |
| 2. Achtelfinale                                               | | |         |                                 |
| 20. Juni 2015 um 17:30 Uhr in Edmonton (Commonwealth Stadium) | | |         |                                 |
| Zuschauer: 15.958                                             | | |         |                                 |
| Schiedsrichterin: Bibiana Steinhaus ( Deutschland)            | | |         |                                 |
| Spielbericht                                                  | | |         |                                 |

### Brasilien – Australien 0:1 (0:0)
| Brasilien                                               | Brasilien | Australien | Australien | Aufstellung                            |
| ------------------------------------------------------- | --- | --- | ---------- | -------------------------------------- |
| Brasilien                                               | \| 3. Achtelfinale \| \| 21. Juni 2015 um 14:00 Uhr in Moncton (Moncton Stadium) \| \| Zuschauer: 12.054 \| \| Schiedsrichterin: Teodora Albon ( Rumänien) \| \| Spielbericht \| | \| 3. Achtelfinale \| \| 21. Juni 2015 um 14:00 Uhr in Moncton (Moncton Stadium) \| \| Zuschauer: 12.054 \| \| Schiedsrichterin: Teodora Albon ( Rumänien) \| \| Spielbericht \|                                                                | Australien | Aufstellung Brasilien gegen Australien |
| Brasilien                                               | Luciana – Tamires (83. Raquel Fernandes), Rafaelle, Mônica, Fabiana – Thaisa (83. Beatriz), Formiga, Andressa Alves, Andressa, Marta – Cristiane Cheftrainer: Vadão              | Lydia Williams – Stephanie Catley, Alanna Kennedy, Laura Alleway, Caitlin Foord – Elise Kellond-Knight, Tameka Butt (72. Katrina Gorry), Sam Kerr, Emily van Egmond, Lisa De Vanna – Michelle Heyman (64. Kyah Simon) Cheftrainer: Alen Stajcic | Australien | Aufstellung Brasilien gegen Australien |
| Brasilien                                               | 0:1 Simon (80.) | | Australien | Aufstellung Brasilien gegen Australien |
| Brasilien                                               | Fabiana, Marta | | Australien | Aufstellung Brasilien gegen Australien |
| Brasilien                                               | Spieler des Spiels: Elise Kellond-Knight (Australien) | | Australien | Aufstellung Brasilien gegen Australien |
| 3. Achtelfinale                                         | | |            |                                        |
| 21. Juni 2015 um 14:00 Uhr in Moncton (Moncton Stadium) | | |            |                                        |
| Zuschauer: 12.054                                       | | |            |                                        |
| Schiedsrichterin: Teodora Albon ( Rumänien)             | | |            |                                        |
| Spielbericht                                            | | |            |                                        |

### Frankreich – Südkorea 3:0 (2:0)
| Frankreich                                              | Frankreich | Südkorea | Südkorea | Aufstellung                           |
| ------------------------------------------------------- | --- | --- | -------- | ------------------------------------- |
| Frankreich                                              | \| 4. Achtelfinale \| \| 21. Juni 2015 um 16:00 Uhr in Montreal (Olympiastadion) \| \| Zuschauer: 15.518 \| \| Schiedsrichterin: Salomé Di Iorio ( Argentinien) \| \| Spielbericht \|                                                                                               | \| 4. Achtelfinale \| \| 21. Juni 2015 um 16:00 Uhr in Montreal (Olympiastadion) \| \| Zuschauer: 15.518 \| \| Schiedsrichterin: Salomé Di Iorio ( Argentinien) \| \| Spielbericht \|                                                   | Südkorea | Aufstellung Frankreich gegen Südkorea |
| Frankreich                                              | Sarah Bouhaddi – Jessica Houara, Laura Georges, Wendie Renard , Laure Boulleau – Élodie Thomis, Amandine Henry, Camille Abily (77. Kheira Hamraoui), Louisa Nécib – Marie-Laure Delie (84. Kadidiatou Diani), Eugénie Le Sommer (74. Gaëtane Thiney) Cheftrainer: Philippe Bergeroo | Kim Jung-mi – Lee Eun-mi, Kim Do-yeon, Shim Seo-yeon, Kim Soo-yun – Cho Soh-yun , Kwon Hah-nul (60. Lee So-dam), Jeon Ga-eul, Lee Geum-min, Kang Yu-mi (78. Park Hee-young) – Park Eun-sun (55. Yoo Young-a) Cheftrainer: Yoon Deok-yeo | Südkorea | Aufstellung Frankreich gegen Südkorea |
| Frankreich                                              | 1:0 Delie (4.) 2:0 Thomis (8.) 3:0 Delie (48.) | | Südkorea | Aufstellung Frankreich gegen Südkorea |
| Frankreich                                              | Hamraoui | Lee Eun-mi, Lee Geum-min (2.) | Südkorea | Aufstellung Frankreich gegen Südkorea |
| Frankreich                                              | Spieler des Spiels: Amandine Henry (Frankreich) | | Südkorea | Aufstellung Frankreich gegen Südkorea |
| 4. Achtelfinale                                         | | |          |                                       |
| 21. Juni 2015 um 16:00 Uhr in Montreal (Olympiastadion) | | |          |                                       |
| Zuschauer: 15.518                                       | | |          |                                       |
| Schiedsrichterin: Salomé Di Iorio ( Argentinien)        | | |          |                                       |
| Spielbericht                                            | | |          |                                       |

### Kanada – Schweiz 1:0 (0:0)
| Kanada                                                     | Kanada | Schweiz | Schweiz | Aufstellung                      |
| ---------------------------------------------------------- | --- | --- | ------- | -------------------------------- |
| Kanada                                                     | \| 5. Achtelfinale \| \| 21. Juni 2015 um 16:30 Uhr in Vancouver (BC Place Stadium) \| \| Zuschauer: 53.855 \| \| Schiedsrichterin: Anna-Marie Keighley ( Neuseeland) \| \| Spielbericht \| | \| 5. Achtelfinale \| \| 21. Juni 2015 um 16:30 Uhr in Vancouver (BC Place Stadium) \| \| Zuschauer: 53.855 \| \| Schiedsrichterin: Anna-Marie Keighley ( Neuseeland) \| \| Spielbericht \| | Schweiz | Aufstellung Kanada gegen Schweiz |
| Kanada                                                     | Erin McLeod – Allysha Chapman, Lauren Sesselmann, Kadeisha Buchanan, Rhian Wilkinson (88. Marie-Ève Nault) – Sophie Schmidt, Desiree Scott, Ashley Lawrence (76. Kaylyn Kyle) – Christine Sinclair , Josée Bélanger, Melissa Tancredi (69. Jonelle Filigno) Cheftrainer: John Herdman ( England) | Gaëlle Thalmann – Selina Kuster (61. Vanessa Bürki), Lia Wälti, Caroline Abbé , Noëlle Maritz – Rachel Rinast (80. Rahel Kiwic), Martina Moser (72. Fabienne Humm), Vanessa Bernauer, Ana Maria Crnogorčević – Lara Dickenmann, Ramona Bachmann Cheftrainerin: Martina Voss-Tecklenburg ( Deutschland) | Schweiz | Aufstellung Kanada gegen Schweiz |
| Kanada                                                     | 1:0 Bélanger (52.) | | Schweiz | Aufstellung Kanada gegen Schweiz |
| Kanada                                                     | Sinclair, Buchanan | Kuster | Schweiz | Aufstellung Kanada gegen Schweiz |
| Kanada                                                     | Spieler des Spiels: Erin McLeod (Kanada) | | Schweiz | Aufstellung Kanada gegen Schweiz |
| 5. Achtelfinale                                            | | |         |                                  |
| 21. Juni 2015 um 16:30 Uhr in Vancouver (BC Place Stadium) | | |         |                                  |
| Zuschauer: 53.855                                          | | |         |                                  |
| Schiedsrichterin: Anna-Marie Keighley ( Neuseeland)        | | |         |                                  |
| Spielbericht                                               | | |         |                                  |

### Norwegen – England 1:2 (0:0)
| Norwegen                                                 | Norwegen | England | England | Aufstellung                        |
| -------------------------------------------------------- | --- | --- | ------- | ---------------------------------- |
| Norwegen                                                 | \| 6. Achtelfinale \| \| 22. Juni 2015 um 17:00 Uhr in Ottawa (Lansdowne Stadium) \| \| Zuschauer: 19.829 \| \| Schiedsrichterin: Esther Staubli ( Schweiz) \| \| Spielbericht \| | \| 6. Achtelfinale \| \| 22. Juni 2015 um 17:00 Uhr in Ottawa (Lansdowne Stadium) \| \| Zuschauer: 19.829 \| \| Schiedsrichterin: Esther Staubli ( Schweiz) \| \| Spielbericht \|                                                       | England | Aufstellung Norwegen gegen England |
| Norwegen                                                 | Ingrid Hjelmseth – Ingrid Moe Wold (87. Lisa-Marie Utland), Marita Skammelsrud Lund, Trine Rønning (46. Maria Thorisdottir), Maren Mjelde – Gry Tofte Ims, Lene Mykjåland, Solveig Gulbrandsen – Ada Hegerberg, Isabell Herlovsen, Kristine Minde (70. Elise Thorsnes) Cheftrainer: Even Pellerud | Karen Bardsley – Claire Rafferty, Laura Bassett, Steph Houghton , Lucy Bronze – Fara Williams, Katie Chapman, Karen Carney, Jade Moore – Toni Duggan (63. Jodie Taylor), Fran Kirby (54. Jill Scott) Cheftrainer: Mark Sampson ( Wales) | England | Aufstellung Norwegen gegen England |
| Norwegen                                                 | 1:0 Gulbrandsen (54.) | 1:1 Houghton (61.) 1:2 Bronze (76.) | England | Aufstellung Norwegen gegen England |
| Norwegen                                                 | Spieler des Spiels: Karen Bardsley (England) | | England | Aufstellung Norwegen gegen England |
| 6. Achtelfinale                                          | | |         |                                    |
| 22. Juni 2015 um 17:00 Uhr in Ottawa (Lansdowne Stadium) | | |         |                                    |
| Zuschauer: 19.829                                        | | |         |                                    |
| Schiedsrichterin: Esther Staubli ( Schweiz)              | | |         |                                    |
| Spielbericht                                             | | |         |                                    |

### USA – Kolumbien 2:0 (0:0)
| USA                                                           | USA | Kolumbien | Kolumbien | Aufstellung                     |
| ------------------------------------------------------------- | --- | --- | --------- | ------------------------------- |
| Vereinigte Staaten                                            | \| 7. Achtelfinale \| \| 22. Juni 2015 um 18:00 Uhr in Edmonton (Commonwealth Stadium) \| \| Zuschauer: 19.412 \| \| Schiedsrichterin: Stéphanie Frappart ( Frankreich) \| \| Spielbericht \|                                                                   | \| 7. Achtelfinale \| \| 22. Juni 2015 um 18:00 Uhr in Edmonton (Commonwealth Stadium) \| \| Zuschauer: 19.412 \| \| Schiedsrichterin: Stéphanie Frappart ( Frankreich) \| \| Spielbericht \|                                                                           | Kolumbien | Aufstellung USA gegen Kolumbien |
| Vereinigte Staaten                                            | Hope Solo – Meghan Klingenberg, Julie Johnston, Becky Sauerbrunn, Alexandra Krieger (81. Lori Chalupny) – Tobin Heath, Carli Lloyd, Lauren Holiday, Megan Rapinoe (75. Christen Press) – Alex Morgan, Abby Wambach (69. Morgan Brian) Cheftrainerin: Jill Ellis | Catalina Pérez – Orianica Velásquez, Angela Clavijo, Nataly Arias, Carolina Arias – Natalia Gaitán , Daniela Montoya (85. Leicy Santos), Lady Andrade, Yoreli Rincón (72. Catalina Usme), Diana Ospina – Ingrid Vidal (49. Stefany Castaño) Cheftrainer: Fabián Taborda | Kolumbien | Aufstellung USA gegen Kolumbien |
| Vereinigte Staaten                                            | 1:0 Morgan (53.) 2:0 Lloyd (66., Foulelfmeter) | | Kolumbien | Aufstellung USA gegen Kolumbien |
| Vereinigte Staaten                                            | Holiday (2., gesperrt für das Viertelfinale), Rapinoe (2., gesperrt für das Viertelfinale) | Clavijo | Kolumbien | Aufstellung USA gegen Kolumbien |
| Vereinigte Staaten                                            | Pérez (47. Notbremse) | | Kolumbien | Aufstellung USA gegen Kolumbien |
| Vereinigte Staaten                                            | Wambach schießt Foulelfmeter neben das Tor (50.) | | Kolumbien | Aufstellung USA gegen Kolumbien |
| Vereinigte Staaten                                            | Spieler des Spiels: Carli Lloyd (USA) | | Kolumbien | Aufstellung USA gegen Kolumbien |
| 7. Achtelfinale                                               | | |           |                                 |
| 22. Juni 2015 um 18:00 Uhr in Edmonton (Commonwealth Stadium) | | |           |                                 |
| Zuschauer: 19.412                                             | | |           |                                 |
| Schiedsrichterin: Stéphanie Frappart ( Frankreich)            | | |           |                                 |
| Spielbericht                                                  | | |           |                                 |

### Japan – Niederlande  2:1  (1:0)
| Japan                                                      | Japan | Niederlande | Niederlande | Aufstellung                         |
| ---------------------------------------------------------- | --- | --- | ----------- | ----------------------------------- |
| Japan                                                      | \| 8. Achtelfinale \| \| 23. Juni 2015 um 19:00 Uhr in Vancouver (BC Place Stadium) \| \| Zuschauer: 28.717 \| \| Schiedsrichterin: Lucila Venegas ( Mexiko) \| \| Spielbericht \|                                                    | \| 8. Achtelfinale \| \| 23. Juni 2015 um 19:00 Uhr in Vancouver (BC Place Stadium) \| \| Zuschauer: 28.717 \| \| Schiedsrichterin: Lucila Venegas ( Mexiko) \| \| Spielbericht \|                                                                                             | Niederlande | Aufstellung Japan gegen Niederlande |
| Japan                                                      | Ayumi Kaihori – Aya Sameshima, Saki Kumagai, Azusa Iwashimizu, Saori Ariyoshi – Aya Miyama , Rumi Utsugi, Mizuho Sakaguchi, Nahomi Kawasumi (80. Homare Sawa) – Shinobu Ōno (66. Mana Iwabuchi), Yūki Ōgimi Cheftrainer: Norio Sasaki | Loes Geurts – Merel van Dongen (86. Tessel Middag), Mandy van den Berg , Stefanie van der Gragt, Desiree van Lunteren – Sherida Spitse, Daniëlle van de Donk (53. Kirsten van de Ven), Anouk Dekker – Lieke Martens, Vivianne Miedema, Manon Melis Cheftrainer: Roger Reijners | Niederlande | Aufstellung Japan gegen Niederlande |
| Japan                                                      | 1:0 Ariyoshi (10.) 2:0 Sakaguchi (78.) | 2:1 van de Ven (90.+2') | Niederlande | Aufstellung Japan gegen Niederlande |
| Japan                                                      | Ariyoshi | | Niederlande | Aufstellung Japan gegen Niederlande |
| Japan                                                      | Spieler des Spiels: Mizuho Sakaguchi (Japan) | | Niederlande | Aufstellung Japan gegen Niederlande |
| 8. Achtelfinale                                            | | |             |                                     |
| 23. Juni 2015 um 19:00 Uhr in Vancouver (BC Place Stadium) | | |             |                                     |
| Zuschauer: 28.717                                          | | |             |                                     |
| Schiedsrichterin: Lucila Venegas ( Mexiko)                 | | |             |                                     |
| Spielbericht                                               | | |             |                                     |

## Viertelfinale

### Deutschland – Frankreich 1:1 n. V. (1:1, 0:0), 5:4 i. E.
| Deutschland                                             | Deutschland | Frankreich | Frankreich | Aufstellung                              |
| ------------------------------------------------------- | --- | --- | ---------- | ---------------------------------------- |
| Deutschland                                             | \| 1. Viertelfinale \| \| 26. Juni 2015 um 16:00 Uhr in Montreal (Olympiastadion) \| \| Zuschauer: 24.859 \| \| Schiedsrichterin: Carol Chenard ( Kanada) \| \| Spielbericht \|                                                                                   | \| 1. Viertelfinale \| \| 26. Juni 2015 um 16:00 Uhr in Montreal (Olympiastadion) \| \| Zuschauer: 24.859 \| \| Schiedsrichterin: Carol Chenard ( Kanada) \| \| Spielbericht \|                                                                                                | Frankreich | Aufstellung Deutschland gegen Frankreich |
| Deutschland                                             | Nadine Angerer – Tabea Kemme, Babett Peter, Annike Krahn, Leonie Maier – Melanie Leupolz, Lena Goeßling (79. Melanie Behringer), Alexandra Popp (70. Sara Däbritz), Anja Mittag (46. Dzsenifer Marozsán), Simone Laudehr – Célia Šašić Cheftrainerin: Silvia Neid | Sarah Bouhaddi – Amel Majri, Wendie Renard , Laura Georges, Jessica Houara – Louisa Nécib, Camille Abily, Amandine Henry, Élodie Thomis (69. Claire Lavogez) – Eugénie Le Sommer (91. Gaëtane Thiney), Marie-Laure Delie (101. Kheira Hamraoui) Cheftrainer: Philippe Bergeroo | Frankreich | Aufstellung Deutschland gegen Frankreich |
| Deutschland                                             | 1:1 Šašić (84., Handelfmeter) | 0:1 Nécib (64.) | Frankreich | Aufstellung Deutschland gegen Frankreich |
| Deutschland                                             | Elfmeterschießen | | Frankreich | Aufstellung Deutschland gegen Frankreich |
| Deutschland                                             | 1:0 Behringer 2:1 Laudehr 3:2 Peter 4:3 Marozsán 5:4 Šašić | 1:1 Thiney 2:2 Abily 3:3 Nécib 4:4 Renard 5:4 Angerer hält gegen Lavogez | Frankreich | Aufstellung Deutschland gegen Frankreich |
| Deutschland                                             | Mittag, Goeßling, Marozsán, Leupolz | Delie, Georges | Frankreich | Aufstellung Deutschland gegen Frankreich |
| Deutschland                                             | Spieler des Spiels: Nadine Angerer (Deutschland) | | Frankreich | Aufstellung Deutschland gegen Frankreich |
| 1. Viertelfinale                                        | | |            |                                          |
| 26. Juni 2015 um 16:00 Uhr in Montreal (Olympiastadion) | | |            |                                          |
| Zuschauer: 24.859                                       | | |            |                                          |
| Schiedsrichterin: Carol Chenard ( Kanada)               | | |            |                                          |
| Spielbericht                                            | | |            |                                          |

### China – USA 0:1 (0:0)
| China                                                    | China | USA | USA                | Aufstellung                 |
| -------------------------------------------------------- | --- | --- | ------------------ | --------------------------- |
| China                                                    | \| 2. Viertelfinale \| \| 26. Juni 2015 um 19:30 Uhr in Ottawa (Lansdowne Stadium) \| \| Zuschauer: 24.141 \| \| Schiedsrichterin: Carina Vitulano ( Italien) \| \| Spielbericht \|                          | \| 2. Viertelfinale \| \| 26. Juni 2015 um 19:30 Uhr in Ottawa (Lansdowne Stadium) \| \| Zuschauer: 24.141 \| \| Schiedsrichterin: Carina Vitulano ( Italien) \| \| Spielbericht \|                                                                                | Vereinigte Staaten | Aufstellung China gegen USA |
| China                                                    | Wang Fei – Liu Shanshan, Li Dongna, Zhao Rong, Wu Haiyan – Ren Guixin, Tan Ruyin (58. Pang Fengyue), Han Peng (74. Tang Jiali), Lou Jiahui (35. Wang Shuang), Wang Lisi – Wang Shanshan Cheftrainer: Hao Wei | Hope Solo – Meghan Klingenberg, Becky Sauerbrunn, Julie Johnston, Alexandra Krieger – Tobin Heath, Carli Lloyd , Morgan Brian, Kelley O’Hara (61. Christen Press) – Alex Morgan (81. Heather O’Reilly), Amy Rodriguez (86. Abby Wambach) Cheftrainerin: Jill Ellis | Vereinigte Staaten | Aufstellung China gegen USA |
| China                                                    | 0:1 Lloyd (51.) | | Vereinigte Staaten | Aufstellung China gegen USA |
| China                                                    | Wu | | Vereinigte Staaten | Aufstellung China gegen USA |
| China                                                    | Spieler des Spiels: Carli Lloyd (USA) | | Vereinigte Staaten | Aufstellung China gegen USA |
| 2. Viertelfinale                                         | | |                    |                             |
| 26. Juni 2015 um 19:30 Uhr in Ottawa (Lansdowne Stadium) | | |                    |                             |
| Zuschauer: 24.141                                        | | |                    |                             |
| Schiedsrichterin: Carina Vitulano ( Italien)             | | |                    |                             |
| Spielbericht                                             | | |                    |                             |

### Australien – Japan 0:1 (0:0)
| Australien                                                    | Australien | Japan | Japan | Aufstellung                        |
| ------------------------------------------------------------- | --- | --- | ----- | ---------------------------------- |
| Australien                                                    | \| 3. Viertelfinale \| \| 27. Juni 2015 um 14:00 Uhr in Edmonton (Commonwealth Stadium) \| \| Zuschauer: 19.814 \| \| Schiedsrichterin: Kateryna Monsul ( Ukraine) \| \| Spielbericht \|                                                                                 | \| 3. Viertelfinale \| \| 27. Juni 2015 um 14:00 Uhr in Edmonton (Commonwealth Stadium) \| \| Zuschauer: 19.814 \| \| Schiedsrichterin: Kateryna Monsul ( Ukraine) \| \| Spielbericht \|                                              | Japan | Aufstellung Australien gegen Japan |
| Australien                                                    | Lydia Williams – Stephanie Catley, Alanna Kennedy, Laura Alleway, Caitlin Foord – Emily van Egmond, Elise Kellond-Knight, Katrina Gorry (76. Michelle Heyman) – Sam Kerr, Kyah Simon (89. Ashleigh Sykes), Lisa De Vanna (67. Larissa Crummer) Cheftrainer: Alen Stajcic | Ayumi Kaihori – Aya Sameshima, Saki Kumagai, Azusa Iwashimizu, Saori Ariyoshi – Aya Miyama , Rumi Utsugi, Mizuho Sakaguchi (90. Homare Sawa), Nahomi Kawasumi – Yūki Ōgimi, Shinobu Ōno (72. Mana Iwabuchi) Cheftrainer: Norio Sasaki | Japan | Aufstellung Australien gegen Japan |
| Australien                                                    | 0:1 Iwabuchi (87.) | | Japan | Aufstellung Australien gegen Japan |
| Australien                                                    | Iwashimizu | | Japan | Aufstellung Australien gegen Japan |
| Australien                                                    | Spieler des Spiels: Rumi Utsugi (Japan) | | Japan | Aufstellung Australien gegen Japan |
| 3. Viertelfinale                                              | | |       |                                    |
| 27. Juni 2015 um 14:00 Uhr in Edmonton (Commonwealth Stadium) | | |       |                                    |
| Zuschauer: 19.814                                             | | |       |                                    |
| Schiedsrichterin: Kateryna Monsul ( Ukraine)                  | | |       |                                    |
| Spielbericht                                                  | | |       |                                    |

### England – Kanada 2:1 (2:1)
| England                                                    | England | Kanada | Kanada | Aufstellung                      |
| ---------------------------------------------------------- | --- | --- | ------ | -------------------------------- |
| England                                                    | \| 4. Viertelfinale \| \| 27. Juni 2015 um 16:30 Uhr in Vancouver (BC Place Stadium) \| \| Zuschauer: 54.027 \| \| Schiedsrichterin: Claudia Umpiérrez ( Uruguay) \| \| Spielbericht \|                                                                                | \| 4. Viertelfinale \| \| 27. Juni 2015 um 16:30 Uhr in Vancouver (BC Place Stadium) \| \| Zuschauer: 54.027 \| \| Schiedsrichterin: Claudia Umpiérrez ( Uruguay) \| \| Spielbericht \| | Kanada | Aufstellung England gegen Kanada |
| England                                                    | Karen Bardsley (52. Siobhan Chamberlain) – Claire Rafferty, Laura Bassett, Steph Houghton , Lucy Bronze – Jill Scott, Fara Williams (79. Ellen White), Jade Moore, Katie Chapman – Karen Carney (90.+3’ Casey Stoney), Jodie Taylor Cheftrainer: Mark Sampson ( Wales) | Erin McLeod – Allysha Chapman, Lauren Sesselmann, Kadeisha Buchanan, Rhian Wilkinson (62. Diana Matheson) – Sophie Schmidt, Desiree Scott (77. Kaylyn Kyle), Ashley Lawrence – Christine Sinclair , Josée Bélanger, Melissa Tancredi (71. Adriana Leon) Cheftrainer: John Herdman ( England) | Kanada | Aufstellung England gegen Kanada |
| England                                                    | 1:0 Taylor (11.) 2:0 Bronze (14.) | 2:1 Sinclair (42.) | Kanada | Aufstellung England gegen Kanada |
| England                                                    | Moore | Sesselmann | Kanada | Aufstellung England gegen Kanada |
| England                                                    | Spieler des Spiels: Steph Houghton (England) | | Kanada | Aufstellung England gegen Kanada |
| 4. Viertelfinale                                           | | |        |                                  |
| 27. Juni 2015 um 16:30 Uhr in Vancouver (BC Place Stadium) | | |        |                                  |
| Zuschauer: 54.027                                          | | |        |                                  |
| Schiedsrichterin: Claudia Umpiérrez ( Uruguay)             | | |        |                                  |
| Spielbericht                                               | | |        |                                  |

## Halbfinale

### USA – Deutschland  2:0  (0:0)
| USA                                                     | USA | Deutschland | Deutschland | Aufstellung                       |
| ------------------------------------------------------- | --- | --- | ----------- | --------------------------------- |
| Vereinigte Staaten                                      | \| 1. Halbfinale \| \| 30. Juni 2015 um 19:00 Uhr in Montreal (Olympiastadion) \| \| Zuschauer: 51.176 \| \| Schiedsrichterin: Teodora Albon ( Rumänien) \| \| Spielbericht \|                                                                                     | \| 1. Halbfinale \| \| 30. Juni 2015 um 19:00 Uhr in Montreal (Olympiastadion) \| \| Zuschauer: 51.176 \| \| Schiedsrichterin: Teodora Albon ( Rumänien) \| \| Spielbericht \|                                             | Deutschland | Aufstellung USA gegen Deutschland |
| Vereinigte Staaten                                      | Hope Solo – Meghan Klingenberg, Becky Sauerbrunn, Julie Johnston, Alexandra Krieger – Megan Rapinoe (80. Abby Wambach), Morgan Brian, Lauren Holiday, Tobin Heath (75. Kelley O’Hara) – Carli Lloyd , Alex Morgan (90.+3’ Sydney Leroux) Cheftrainerin: Jill Ellis | Nadine Angerer – Tabea Kemme, Saskia Bartusiak, Annike Krahn, Leonie Maier – Melanie Leupolz, Lena Goeßling, Alexandra Popp, Anja Mittag (77. Dzsenifer Marozsán), Simone Laudehr – Célia Šašić Cheftrainerin: Silvia Neid | Deutschland | Aufstellung USA gegen Deutschland |
| Vereinigte Staaten                                      | 1:0 Lloyd (69., Foulelfmeter) 2:0 O’Hara (84.) | | Deutschland | Aufstellung USA gegen Deutschland |
| Vereinigte Staaten                                      | Sauerbrunn, Johnston | Maier, Krahn | Deutschland | Aufstellung USA gegen Deutschland |
| Vereinigte Staaten                                      | Šašić schießt Foulelfmeter neben das Tor (63.) | | Deutschland | Aufstellung USA gegen Deutschland |
| Vereinigte Staaten                                      | Spieler des Spiels: Carli Lloyd (USA) | | Deutschland | Aufstellung USA gegen Deutschland |
| 1. Halbfinale                                           | | |             |                                   |
| 30. Juni 2015 um 19:00 Uhr in Montreal (Olympiastadion) | | |             |                                   |
| Zuschauer: 51.176                                       | | |             |                                   |
| Schiedsrichterin: Teodora Albon ( Rumänien)             | | |             |                                   |
| Spielbericht                                            | | |             |                                   |

### Japan – England  2:1 (1:1)
| Japan                                                        | Japan | England | England | Aufstellung                     |
| ------------------------------------------------------------ | --- | --- | ------- | ------------------------------- |
| Japan                                                        | \| 2. Halbfinale \| \| 1. Juli 2015 um 17:00 Uhr in Edmonton (Commonwealth Stadium) \| \| Zuschauer: 31.467 \| \| Schiedsrichterin: Anna-Marie Keighley ( Neuseeland) \| \| Spielbericht \|                         | \| 2. Halbfinale \| \| 1. Juli 2015 um 17:00 Uhr in Edmonton (Commonwealth Stadium) \| \| Zuschauer: 31.467 \| \| Schiedsrichterin: Anna-Marie Keighley ( Neuseeland) \| \| Spielbericht \|                                                               | England | Aufstellung Japan gegen England |
| Japan                                                        | Ayumi Kaihori – Aya Sameshima, Saki Kumagai, Azusa Iwashimizu, Saori Ariyoshi – Aya Miyama , Rumi Utsugi, Mizuho Sakaguchi, Nahomi Kawasumi – Yūki Ōgimi, Shinobu Ōno (70. Mana Iwabuchi) Cheftrainer: Norio Sasaki | Karen Bardsley – Claire Rafferty, Laura Bassett, Steph Houghton , Lucy Bronze (75. Alex Scott) – Katie Chapman, Fara Williams (86. Karen Carney), Jade Moore – Toni Duggan, Jodie Taylor (60. Ellen White), Jill Scott Cheftrainer: Mark Sampson ( Wales) | England | Aufstellung Japan gegen England |
| Japan                                                        | 1:0 Miyama (33., Foulelfmeter) 2:1 Basset (90.+2’, Eigentor) | 1:1 Williams (40., Foulelfmeter) | England | Aufstellung Japan gegen England |
| Japan                                                        | Ōgimi | Rafferty | England | Aufstellung Japan gegen England |
| Japan                                                        | Spieler des Spiels: Saori Ariyoshi (Japan) | | England | Aufstellung Japan gegen England |
| 2. Halbfinale                                                | | |         |                                 |
| 1. Juli 2015 um 17:00 Uhr in Edmonton (Commonwealth Stadium) | | |         |                                 |
| Zuschauer: 31.467                                            | | |         |                                 |
| Schiedsrichterin: Anna-Marie Keighley ( Neuseeland)          | | |         |                                 |
| Spielbericht                                                 | | |         |                                 |

## Spiel um Platz 3

### Deutschland – England 0:1 n.V.
| Deutschland                                                  | Deutschland | England | England | Aufstellung                           |
| ------------------------------------------------------------ | --- | --- | ------- | ------------------------------------- |
| Deutschland                                                  | \| Spiel um den dritten Platz \| \| 4. Juli 2015 um 14:00 Uhr in Edmonton (Commonwealth Stadium) \| \| Zuschauer: 21.483 \| \| Schiedsrichterin: Ri Hyang-ok ( Nordkorea) \| \| Spielbericht \|                                                                      | \| Spiel um den dritten Platz \| \| 4. Juli 2015 um 14:00 Uhr in Edmonton (Commonwealth Stadium) \| \| Zuschauer: 21.483 \| \| Schiedsrichterin: Ri Hyang-ok ( Nordkorea) \| \| Spielbericht \|                                                                | England | Aufstellung Deutschland gegen England |
| Deutschland                                                  | Nadine Angerer – Tabea Kemme, Saskia Bartusiak, Babett Peter, Bianca Schmidt – Sara Däbritz, Melanie Behringer (46. Melanie Leupolz), Lena Goeßling (101. Alexandra Popp), Simone Laudehr – Lena Petermann, Célia Šašić (73. Anja Mittag) Cheftrainerin: Silvia Neid | Karen Bardsley – Jo Potter, Laura Bassett, Steph Houghton – Katie Chapman (80. Lianne Sanderson), Fara Williams (112. Casey Stoney), Jill Scott, Alex Greenwood, Lucy Bronze – Karen Carney, Ellen White (61. Eniola Aluko) Cheftrainer: Mark Sampson ( Wales) | England | Aufstellung Deutschland gegen England |
| Deutschland                                                  | 0:1 Williams (108., Foulelfmeter) | | England | Aufstellung Deutschland gegen England |
| Deutschland                                                  | Chapman (2.), Bardsley, Bassett | | England | Aufstellung Deutschland gegen England |
| Deutschland                                                  | Spieler des Spiels: Karen Bardsley (England) | | England | Aufstellung Deutschland gegen England |
| Spiel um den dritten Platz                                   | | |         |                                       |
| 4. Juli 2015 um 14:00 Uhr in Edmonton (Commonwealth Stadium) | | |         |                                       |
| Zuschauer: 21.483                                            | | |         |                                       |
| Schiedsrichterin: Ri Hyang-ok ( Nordkorea)                   | | |         |                                       |
| Spielbericht                                                 | | |         |                                       |

## Finale

### USA – Japan 5:2 (4:1)
| USA                                                       | USA | Japan | Japan | Aufstellung                 |
| --------------------------------------------------------- | --- | --- | ----- | --------------------------- |
| Vereinigte Staaten                                        | \| Finale \| \| 5. Juli 2015 um 16:00 Uhr in Vancouver (BC Place Stadium) \| \| Zuschauer: 53.341 \| \| Schiedsrichterin: Kateryna Monsul ( Ukraine) \| \| Spielbericht \|                                                                                         | \| Finale \| \| 5. Juli 2015 um 16:00 Uhr in Vancouver (BC Place Stadium) \| \| Zuschauer: 53.341 \| \| Schiedsrichterin: Kateryna Monsul ( Ukraine) \| \| Spielbericht \|                                                                                 | Japan | Aufstellung USA gegen Japan |
| Vereinigte Staaten                                        | Hope Solo – Meghan Klingenberg, Becky Sauerbrunn, Julie Johnston, Alexandra Krieger – Megan Rapinoe (61. Kelley O’Hara), Morgan Brian, Lauren Holiday, Tobin Heath (79. Abby Wambach) – Carli Lloyd , Alex Morgan (86. Christie Rampone) Cheftrainerin: Jill Ellis | Ayumi Kaihori – Aya Sameshima, Saki Kumagai, Azusa Iwashimizu (33. Homare Sawa), Saori Ariyoshi – Aya Miyama , Rumi Utsugi, Mizuho Sakaguchi, Nahomi Kawasumi (39. Yuika Sugasawa) – Yūki Ōgimi, Shinobu Ōno (60. Mana Iwabuchi) Cheftrainer: Norio Sasaki | Japan | Aufstellung USA gegen Japan |
| Vereinigte Staaten                                        | 1:0 Lloyd (3.) 2:0 Lloyd (5.) 3:0 Holiday (14.) 4:0 Lloyd (16.) 5:2 Heath (54.) | 4:1 Ōgimi (27.) 4:2 Johnston (52., Eigentor) | Japan | Aufstellung USA gegen Japan |
| Vereinigte Staaten                                        | Sawa, Iwabuchi | | Japan | Aufstellung USA gegen Japan |
| Vereinigte Staaten                                        | Spieler des Spiels: Carli Lloyd (USA) | | Japan | Aufstellung USA gegen Japan |
| Finale                                                    | | |       |                             |
| 5. Juli 2015 um 16:00 Uhr in Vancouver (BC Place Stadium) | | |       |                             |
| Zuschauer: 53.341                                         | | |       |                             |
| Schiedsrichterin: Kateryna Monsul ( Ukraine)              | | |       |                             |
| Spielbericht                                              | | |       |                             |